# 殺人曲
《殺人曲》是一部2001年上映的香港電影，由高飛導演及監製，編劇為梁志明，鄭浩南、鍾淑慧及羅家英領銜主演。

## 劇情
單雨本來是有一個幸福的家庭，但她卻在多年前被KK殺死全家，並把她最愛是丈夫都殺死了，但卻把這嫁禍給阿輝，輝現在花名為Rock，這令單雨憤怒不已，她發誓一定要殺死Rock（阿輝），但她還是不知Rock就是自己的丈夫...

## 演員
| 演員     | 角色 | 粵語配音 | 備註 |
| 鄭浩南   | 阿輝 | 李家輝   | 阿Rock 單雨之天敵，表面在多年前殺死她的全家，實為她丈夫，並被其誤會最後和好 最後被KK手下槍殺                              |
| 鍾淑慧   | 單雨 | 陸惠玲   | 結他殺手 用錢要求阿英幫忙自己報仇 阿輝之天敵，表面在多年前被其殺死全家，實為她丈夫，並誤會其，最後和好 最後為阿輝而槍殺KK |
| 羅家英   | 阿英 | 黃志明   | 經常吹牛 被單雨用錢要求幫助自己報仇 最後表面被阿輝手下槍殺，實被KK手下槍殺                                                |
| 西川孝和 | KK   |          | 本片終極大反派 在多年前殺死單雨全家，並嫁禍給阿輝 單雨之天敵 最後殺死阿輝，但被為阿輝報仇的單雨槍殺                       |
| 田中舞   |      |          | 單雨好友 |
| 高飛     | 殺手 | 黃志明   | 本片反派 KK之手下 最後槍殺阿英，但被警方亂槍殺死                                                                          |
| 高俊傑   | 殺手 |          | 本片反派 KK之手下 最後被單雨槍殺                                                                                          |

## 外部連結
- 香港影庫上《殺人曲》的資料（繁體中文）